# Göri Klainguti
Göri Klainguti (* 1. August 1945 in Pontresina) ist ein Schriftsteller im Oberengadin, der im rätoromanischen Idiom Puter schreibt und publiziert. Er gilt als einer der bedeutendsten engadinerromanischen Schriftsteller der Gegenwart.

## Leben
Klainguti absolvierte die Gymnasialzeit an der Academia Engiadina in Samedan und an der Evangelischen Mittelschule in Schiers.
An der Universität Zürich erwarb er das Sekundarlehrer-Patent.
Nach Jahren der Lehrertätigkeit in Samedan widmete er sich ganz der Schriftstellerei und Malerei. In seinen literarischen Werken orientiert sich Klainguti unbeschadet seiner Originalität am Oberengadiner Erbe, u. a. an Giovannes Mathis. Er ist ausserdem Co-Redaktor des Chalender Ladin.
Neben seinen künstlerischen Aktivitäten betreibt er einen Bauernhof.
Politisch engagiert sich Klainguti in der Glista libra (= "Freie Liste") des Oberengadins und gehört deren Fraktion im Oberengadiner Kreisrat an.

### Privates
Klainguti ist verheiratet und hat zwei erwachsene Töchter.

## Auszeichnungen
2005 erhielt Klainguti den Gesamtwerkspreis der Schweizerischen Schillerstiftung.

## Hauptwerke
- Gian Sulvèr (1977)
- Linard Lum. 7 raquints criminels [= Linard Lum. 7 Kriminalerzählungen] (1988)
- L'ü [ein Buch über den Buchstaben ü als Besonderheit der ladinischen Sprache] (2005)